# Mitamura Takeo
Mitamura Takeo (jap. 三田村 武夫; * 11. Juni 1899 in Ōno, Bezirk Ibi, Präfektur Gifu; † 24. November 1964) war ein japanischer Politiker und führendes Mitglied der von Nakano Seigō gegründeten panasiatischen Partei Tōhōkai.

## Laufbahn
Von Juni 1928 bis Januar 1932 war Mitamura Takeo Angestellter in der Abteilung für Wache und Bewahrung des Innenministeriums, von Oktober 1932 bis Juni 1935 in der Verwaltung des Ministeriums für Kolonialangelegenheiten. Im Februar 1936 kandidierte Mitamura Takeo erfolglos bei der Shūgiin-Wahl. Im April 1937 gelang ihm der Einzug in das Shūgiin als Abgeordneter der Tōhōkai. Mitamura ist einer von nur vier Abgeordneten der Tōhōkai, die nach dem Scheitern der versuchten Vereinigung mit der linken Shakai Taishūtō im Jahre 1939 ihrer Partei nicht abtrünnig wurden.
Im April 1942 wurde Mitamura Takeo aus dem zweiten Wahlkreis des Ibi-gun wiedergewählt. Am 6. September 1943 wurde er von der Polizei gefangen genommen, anderthalb Monate vor Nakanos Verhaftung. Mitamura Takeo kandidierte erfolglos bei den Shūgiin-Wahlen 1952 (als Parteiloser), 1953 und 1960 (als Mitglied der Liberaldemokratischen Partei), doch 1955 (als Mitglied der Demokratischen Partei Japans), 1958 und 1963 (als Mitglied der Liberaldemokratischen Partei) gelang ihm der Einzug in den Shūgiin. 1957 war Mitamura Takeo Vorsitzender des Rechtsausschusses des Shūgiin.
Mitamura Takeo verfasste zahlreiche Bücher, darunter Erinnerungen über seinen vertrauten Parteigenossen: Nakano Seigō wa naze jijinshita-ka? (中野正剛は何故自刃したか!; „Warum wählte Nakano Seigō den Freitod durch das Schwert?“, 1950) und Keikoku-no Kiroku: Nakano Seigō Jijin Nijū Shūnen-ni atatte (警告の記録 : 中野正剛自刃20周年に当って; „Archiv der Warnung: Anlässlich des 20. Jahrestages des Selbstmordes von Nakano Seigō“, 1963).